# Радянський архітектурний модернізм

Будинок «Літаюча тарілка» — найвідоміша пам'ятка неомодернізму у Києві

Радянський архітектурний модернізм (неомодернізм) (фр. modernisme від фр. moderne — новітній, сучасний; англ. modern — сучасний, новий) — один із трьох основних радянських архітектурних стилів поряд з конструктивізмом і сталінським класицизмом. Виведений критиками в окремий напрямок на початку XXI століття. Охоплює період з 1955 до 1991 року.

## Загальна характеристика

### Термін
Термін «радянський архітектурний модернізм» запровадили на початку 2010-х років. Проте це поняття ще немає точних критеріїв. Чітко визначено лише його період. Велику роль у виявленні цього стилю зіграв французький фотограф Фредерік Шобен, який на початку 2000-х років об'їздив територію колишнього Радянського Союзу. Своїми фотографіями він звернув увагу на особливості низки будівель, що на той момент належали виключно до бруталізму.

### Бруталізм і неомодернізм
В основу радянського модернізму ліг бруталізм, тому неомодернізму також характерні відповідні риси: функціональність масивних форм і конструкцій; урбаністичний вигляд будинків, сміливі і вигадливі композиційні рішення. Так само як і в бруталізму, основним будівельним матеріалом був залізобетон, а підхід виконання архітектурного замовлення був комплексним.

### Особливості стилю
На відміну від бруталізму неомодернізм має певні особливості. Наприклад, представники радянського модернізму  використовували облицювальний матеріал (мармур, піщаник, черепашник або дешевші аналоги). Для цього архітектурного стилю, переважно на стадії розвитку також характерна декоративність, наприклад, наявність мозаїчних панно та інших модерністських елементів прикраси. Окрім того, масове засклення поверхонь будівель частково нагадує конструктивізм.

## Основні приклади стилю

Готель «Салют»

До головних зразків радянського модернізму у Києві можна віднести Будинок «Літаюча тарілка» Флоріана Юр'єва (1978), Київський річковий вокзал Вадима Гопкало, Вадима Ладного, Григорія Слуцького (1961), Київський автобусний парк №7 (1965—1973), Стіна Пам'яті  на Байковій горі Володимира Мельниченка й Ади Рибачук (1968—1981), Київський центральний автовокзал, готель «Салют» Авраама Мілецького (1984), Київський палац дітей та юнацтва, інтер'єри якого Ада Рибачук і Володимир Мельниченко оздобили мозаїками, Житній ринок Валентина Штолька (1982), Будинок меблів на бульварі Миколи Міхновського, 23 Наталі Чмутіної (1984), готель «Експрес» (1985).

## Дослідження
Важливу роль у визначенні стилю зіграв альбом французького фотографа Фредеріка Шобена, а також серія фотографій «Spomenik» нідерландського фотографа Яна Кемпенаерса.

## Критика стилю
Основна критика даного архітектурного стилю полягає в тому, що після сталінської «декоративності» суто функціональна аскетичність модернізму, починаючи з хрущовських часів, позбавила архітекторів простору для творчості. Щодо поглядів обивателів - багатьох пересічних громадян СРСР не влаштовували так звані «будинки-коробки», як позбавлені культурної та художньої цінності. До того ж, мистецтво цієї доби в цілому й архітектуру зокрема, відрізняв формальний підхід і дотримання ідеологічним установкам.